# Norberto Menéndez
Norberto Menéndez (14. december 1936 – 26. maj 1994) var en argentinsk fodboldspiller, der spillede som angriber. Han var på klubplan tilknyttet River Plate, Huracán, Boca Juniors og Colón i hjemlandet, samt uruguayanske Defensor Sporting. Med både River Plate og Boca Juniors vandt han tre argentinske mesterskaber.
Menéndez spillede 14 kampe for Argentinas landshold, hvori han scorede seks mål. Han var med til VM i 1958 i Sverige

## Titler
Primera División de Argentina
- 1955, 1956 og 1957 med River Plate
- 1962, 1964 og 1965 med Boca Juniors